# Emeryson
Emeryson va ser un efímer constructor de monoplaces britànic que va disputar unes curses de Fórmula 1.
Emeryson va ser fundada per l'anglès Paul Emery per disputar curses de la F1, i va tenir presència al campionat al llarg de tres temporades de 1956, 1961 i 1962.

## A la F1
| Any  | Equip               | Pilot             | Nº de GPs |
| ---- | ------------------- | ----------------- | --------- |
| 1956 | Emeryson - Alta     | Paul Emery        | 1         |
| 1961 | Emeryson - Maserati | André Pilette     | 1         |
| 1961 | Emeryson - Maserati | Lucien Bianchi    | 1         |
| 1961 | Emeryson - Maserati | Olivier Gendebien | 1         |
| 1962 | Emeryson - Climax   | Tony Settember    | 2         |
| 1962 | Emeryson - Climax   | Wolfgang Seidel   | 1         |